# Gewone margriet

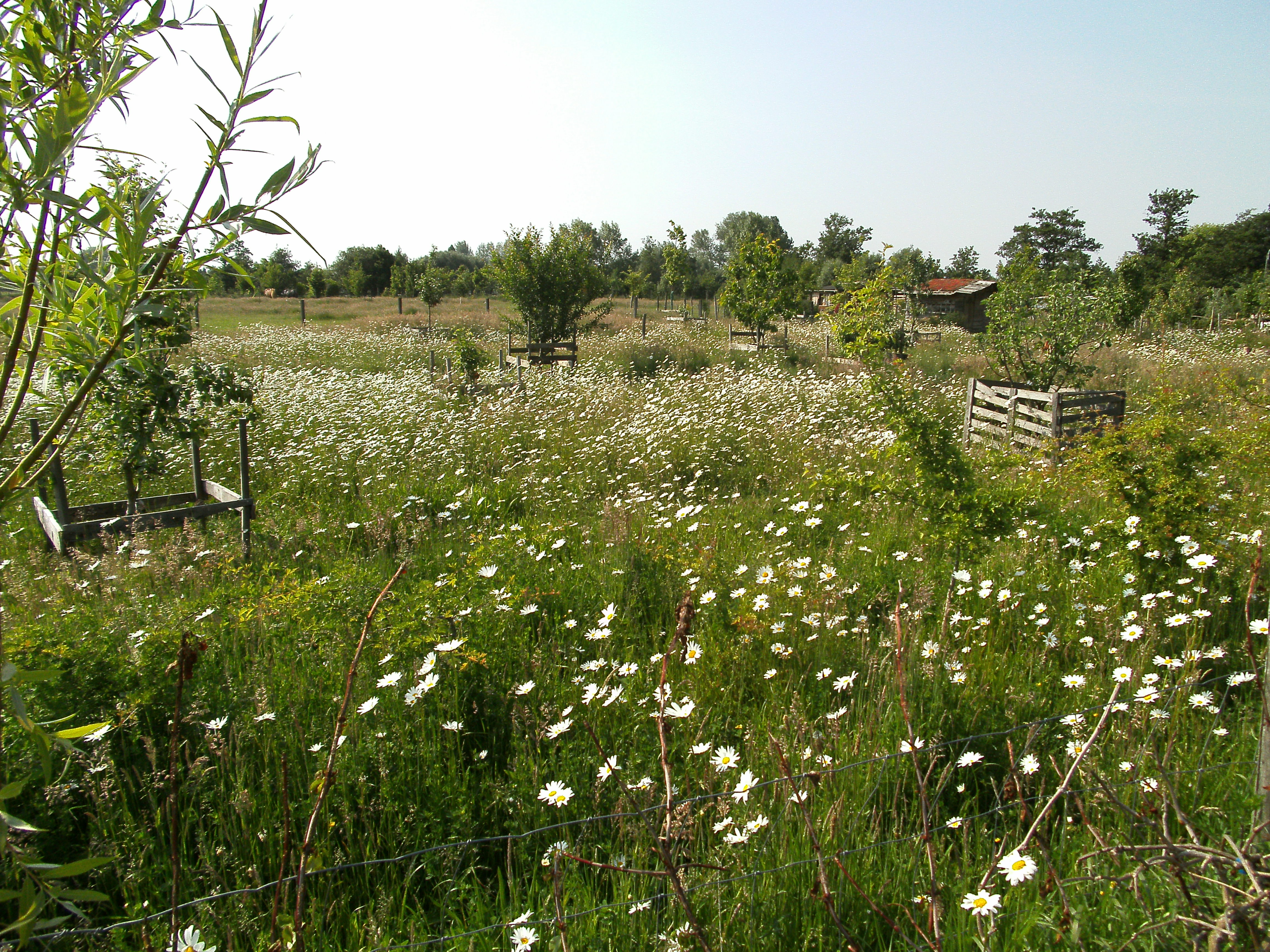
Een weide met margrieten (lente 2013, te Kapelle-op-den-Bos)

De gewone margriet (Leucanthemum vulgare, synoniem: Chrysanthemum leucanthemum) is een vaste plant uit de composietenfamilie (Asteraceae). De hoofdbloei valt rond juni. De plant heeft een bloemhoofdje met een geel hart bestaande uit buisbloemen, dat wordt omkranst door witte straalbloemen. De stengels zijn meestal niet of weinig vertakt. De wortelstok is meestal gedrongen en vertakt. Het aantal donkergroene bladeren is variabel.
De gewone margriet is karakteristiek voor graslanden die gemaaid worden, zoals bermen en hooilanden. Vaak kiemt de margriet op tijdelijk open plekken in het grasland, zoals molshopen. Koningin Wilhelmina liet indertijd op Paleis Het Loo de gazons tot en met juni ongemaaid waardoor de margrieten konden bloeien. Daarna werden deze terreinen weer als gazon beheerd. Inderdaad blijkt de margriet het in deze hooigazons goed te doen. Waar ze op zandgronden groeit, is de grond vaak vermengd met leem of een ander fijnkorrelige grondsoort. Op klei is het een indicator voor minder grote voedselrijkdom.
De naam margriet komt van het Oudgriekse margarites, dat weer uit het Babylonisch komt en parel betekent. Een andere Nederlandse naam die in vroegere tijden voor de margriet is gebruikt is ganzebloem, die tegenwoordig voor een andere soort wordt gebruikt.
Als tuinplant worden vaak andere Leucanthemum-soorten en -hybriden toegepast. Voorbeelden hiervan zijn: Leucanthemum maximum, Leucanthemum lacustre × maximum en Leucanthemum superbum.

## Plantengemeenschap
Gewone margriet is een indicatorsoort voor het mesofiel hooiland (hu) subtype Glanshavergrasland, een karteringseenheid in de Biologische Waarderingskaart (BWK) van Vlaanderen en het Brussels Hoofdstedelijk Gewest.

## Bibliografie

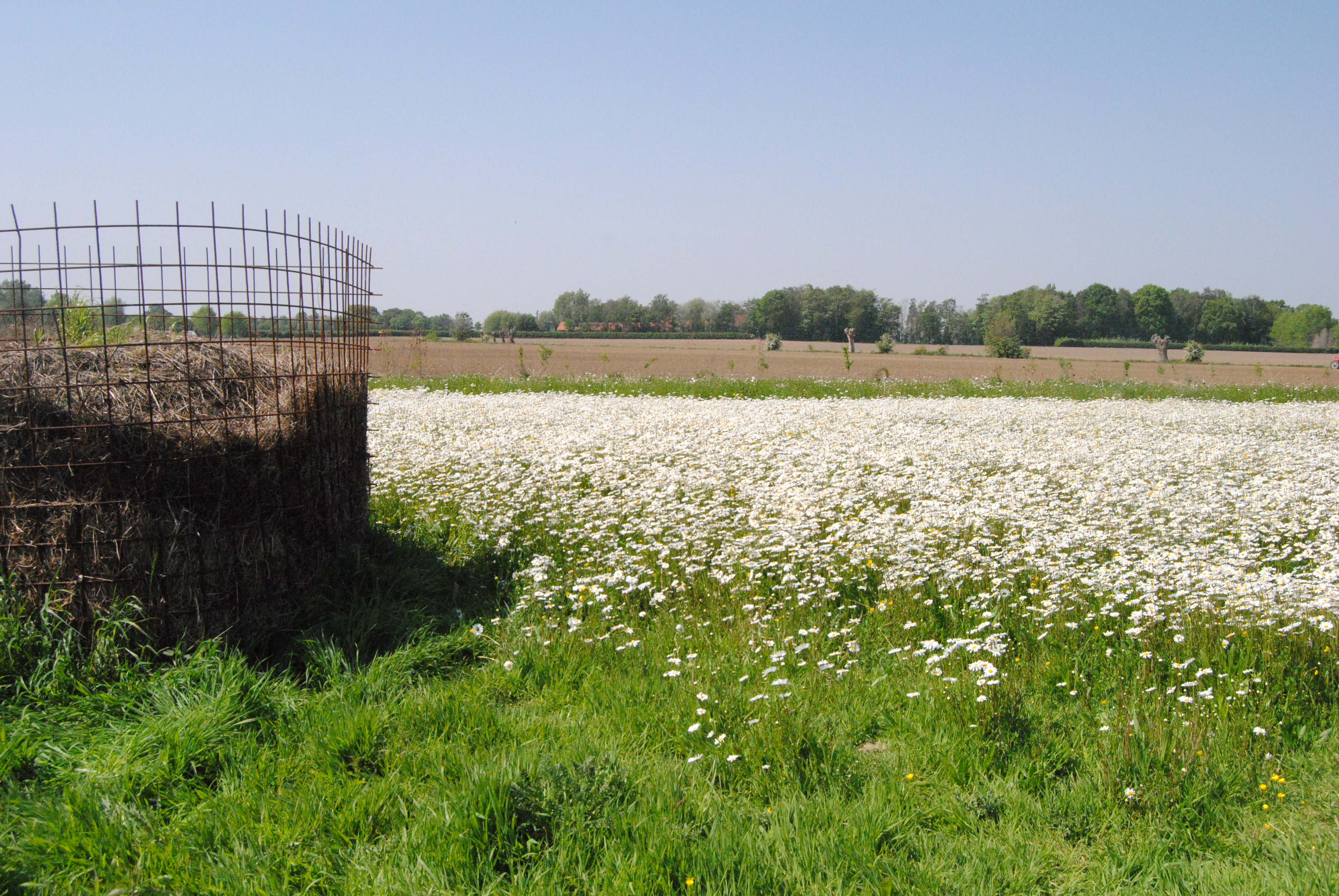
Margrietenveld in Natuurgebied Vijfwegenpoel (2020)